# Morten Piil
 Ikke at forveksle med Morten Pihl.
Morten Piil (født 1. marts 1943 i København, død 22. marts 2018) var en dansk filmkritiker. Han skrev i mange år filmanmeldelser i Information. Piil stod for de tre mammutværker om dansk film Danske filmskuespillere: 525 portrætter, Gyldendals filmguide: danske film fra A-Z med anmeldelser af alle danske film siden 1930, samt opslagsbogen "Danske filminstruktører" med grundige tekster om 120 instruktørnavne fra perioden 1930-2005.
I 2003 udgav han bogen Film på hjernen: 40 års bedste biografoplevelser med udvalg af over 40 års anmeldelser.
Og samme år udsendte han en "Filmquiz"-bog sammen med Christian Monggaard.
I 2002 modtog han en æresbodil sammen med Peter Schepelern, for "deres mangeårige bidrag til dansk filmlitteratur".